# Петров, Арефий Корнеевич
Аре́фий Корне́евич Петро́в (1860 — после 1917) — донской казак, член III Государственной думы от области Войска Донского.

## Биография
Православный. Казак.
Окончил церковно-приходскую школу.
Имел 7 десятин земли в общем владении, занимался земледелием. До избрания в Думу служил хуторским атаманом в хуторе Валуйском и урядником станицы Луганской. Был женат.
В 1907 году был избран членом III Государственной думы от области Войска Донского. Входил во фракцию умеренно-правых, с 3-й сессии — в русскую национальную фракцию. Состоял членом бюджетной комиссии и комиссии по судебным реформам.
Дальнейшая судьба неизвестна.